# 汤沟镇 (芜湖市)
汤沟镇，是中华人民共和国安徽省芜湖市鸠江区下辖的一个乡镇级行政单位。

## 行政区划
汤沟镇下辖以下地区：
三汊河社区、汤沟社区、曙光村、马圩村、三元村、早映村、流泗村、红旗村、光华村、前进村、板桥村、冠军村、黄马村和楼梯村。